# Yann Layma
 (avril 2023).
Yann Layma, né le 13 septembre 1962 à Lannion (Côtes-du-Nord), est un photographe et écrivain français installé durant de nombreuses années en Chine.

## Biographie
Après s'être intéressé à l'entomologie, il est attiré à partir de 1979 par la Chine ; il étudie la langue chinoise à l'Institut national des langues et civilisations orientales puis à Taïwan avant de s'y rendre pour plusieurs mois en 1982-83 pour réaliser des photos avec Anne Georget, ayant obtenu une petite notoriété à la suite d'un reportage au long cours sur la vie quotidienne à l'Élysée sous François Mitterrand. Durant son séjour en Chine, il se rend également en Corée du Nord, pays alors fermé aux étrangers, et y réalise un reportage remarqué.
Ses reportages photos sont publiés par Geo, Paris Match, Le Figaro Magazine, Stern, Life, Time, le New York Times, le Sunday Times, El País, etc.[réf. nécessaire]
En 1989-90, il réalise un travail de six mois avec Simon Pradinas sur la culture du peuple dong dans le sud de la Chine et ils publient ensemble un beau-livre : La mer des chansons.
En 1993, il réalise un épisode de la série Les Seigneurs des animaux, un film documentaire sur les rizières suspendues du Yunnan : Les Sculpteurs de montagnes, qui remporte de nombreux prix notamment au Festival de Banf au Canada, au Festival de Graz en Autriche, le Prix européen du film d’environnement. Le film a été acquis par plus de 300 télévisions dans le monde[réf. nécessaire]. Yann Layma étudie ensuite la réalisation audiovisuelle.
[[:Aide:Référence nécessaire|[réf. nécessaire]]]
En 2003, il publie un album sur la Chine qui atteint un tirage de 120 000 exemplaires[réf. nécessaire].
En janvier 2005, en clôture de l'année de la France en Chine, le Sénat organise une exposition de photos de Yann Layma, intitulée « les 108 portraits du Dragon », sur les grilles du jardin du Luxembourg avant d'être reprise dans plusieurs villes et présentée en grand format dans la Cité interdite à Pékin lors du festival « Le Pouvoir de l’image ».[réf. nécessaire]
En 2012, atteint d'un trouble bipolaire, il écrit  un livre où il raconte son expérience personnelle de malade.
Il réside désormais à Saint-Avertin mais continue d'effectuer de nombreux voyages en Chine.

## Publications

### Photographe
- Kaltex en Chine, de Claude Hudelot, Roger Lenglet, Simon Pradinas, éditions de la Différence, 1987   (ISBN 978-2-7291-0252-4)
- La Mer des Chansons, au pays des Dongs, de Simon Pradinas, Nathan Images, 1990  (ISBN 978-2-09-240076-0)
- Majestueuse Chine, Lydia Bacrie et Nathalie Chahine, éditions Atlas, 1995  (ISBN 978-2-7312-1652-3), réédité en 2002  (ISBN 978-2-7234-3805-6)

### Auteur
- Chine, éditions de La Martinière, 2003  (ISBN 2-7324-2960-0)
- Pékin, éditions Geo, 2008  (ISBN 978-2-8469-0284-7)
- Paris, éditions de La Martinière, 2008  (ISBN 978-2-7324-3749-1)
- J'ai dû chevaucher la tempête. Les Tribulations d'un bipolaire, avec Stéphanie Ollivier, éditions de La Martinière, 2012  (ISBN 978-2-7324-5146-6)
- China Now, avec Stéphanie Ollivier, éditions de La Martinière, 2014  (ISBN 978-2-7324-4882-4)
- La Chine d'hier, éditions Post Wave, Pékin, 2016  (ISBN 9787550233508)
- Le Pays du thé, éditions Post Wave, Pékin - traduit en français aux éditions Urban China, 2018  (ISBN 9782372590747)
- Bipolaire, Un message d'espoir, éditions Le Lys Bleu, Namur, 2022  (ISBN 9791037746795)

## Expositions
- Musée d’Art moderne de la Ville de Paris (1987)
- Biennale de la Photographie à Turin (1987)
- Rencontres photographiques d’Arles  (1988)
- Galerie de la Maison de la Chine (1990-1993-1996-2010)
- Institut du monde arabe à Paris 1989
- Palais de la découverte, "la naissance d'un livre" sur le peuple et la culture dong avec Simon Pradinas 1992.
- Visa pour l'image de Perpignan (1991-1994-1997-2010)
- Exposition permanente à l’Assemblée nationale (accueil du public)
- Exposition « Les 108 portraits du Dragon » sur les grilles du jardin du Luxembourg pour l’année de la Chine en 2004-2005.
- Cité interdite «  le pouvoir de l’image » (2005)
- Dashanzi 798,  Pékin (2007)
- Nombreuses expositions à travers la Chine sur l'ensemble de son œuvre.

## Décoration
- Chevalier de l'Ordre national du Mérite (2006)[3]